# Bern Grizzlies 2024
Questa voce raccoglie le informazioni riguardanti i Bern Grizzlies nelle competizioni ufficiali della stagione 2024.

## Lega Nazionale A 2024

### Stagione regolare
| Ginevra 6 aprile 2024, ore 18:00 3ª giornata | Geneva Seahawks | 21 – 13 referto | Bern Grizzlies | Centre Sportif de Vessy\| Arbitro: \| Ducommun \| |
| Arbitro:                                     | Ducommun        |                 |                |                                                   |

| Berna 14 aprile 2024, ore 14:30 4ª giornata | Bern Grizzlies | 28 – 38 referto | Gladiators Beider Basel | Stadio di atletica leggera Wankdorf\| Arbitro: \| Böni \| |
| Arbitro:                                    | Böni           |                 |                         |                                                           |

| Berna 28 aprile 2024, ore 14:00 6ª giornata | Bern Grizzlies | 21 – 68 referto | Zürich Renegades | Stadio di atletica leggera Wankdorf\| Arbitro: \| Strähl \| |
| Arbitro:                                    | Strähl         |                 |                  |                                                             |

| Basilea 4 maggio 2024, ore 18:00 7ª giornata | Gladiators Beider Basel | 24 – 17 referto | Bern Grizzlies | Stadion Rankhof\| Arbitro: \| Fouillet \| |
| Arbitro:                                     | Fouillet                |                 |                |                                           |

| Winterthur 20 maggio 2024, ore 14:30 9ª giornata | Winterthur Warriors | 16 – 6 referto | Bern Grizzlies | Sportplatz Deutweg\| Arbitro: \| Birnbaum \| |
| Arbitro:                                         | Birnbaum            |                |                |                                              |

| Berna 25 maggio 2024, ore 18:00 10ª giornata | Bern Grizzlies | 0 – 34 referto | Geneva Seahawks | Stadio di atletica leggera Wankdorf\| Arbitro: \| Meier \| |
| Arbitro:                                     | Meier          |                |                 |                                                            |

| Berna 2 giugno 2024, ore 14:30 11ª giornata | Bern Grizzlies | 14 – 42 referto | Sankt Gallen Bears | Stadio di atletica leggera Wankdorf\| Arbitro: \| Böni \| |
| Arbitro:                                    | Böni           |                 |                    |                                                           |

| Thun 8 giugno 2024, ore 18:00 12ª giornata | Thun Tigers | 35 – 29 referto | Bern Grizzlies | Stadion Lachen\| Arbitro: \| Schwarz \| |
| Arbitro:                                   | Schwarz     |                 |                |                                         |

| Coira 15 giugno 2024, ore 18:00 13ª giornata | Calanda Broncos | 30 – 6 referto | Bern Grizzlies | Obere Au\| Arbitro: \| Vogel \| |
| Arbitro:                                     | Vogel           |                |                |                                 |

| Berna 30 giugno 2024, ore 18:00 Recupero 14ª giornata | Bern Grizzlies | 14 – 10 referto | Thun Tigers | Stadio di atletica leggera Wankdorf\| Arbitro: \| Böni \| |
| Arbitro:                                              | Böni           |                 |             |                                                           |

### Spareggio relegazione
| 14 luglio 2024, ore 14:00 | Bern Grizzlies | - – - (rinviata) referto | Langenthal Invaders |  |

## Statistiche di squadra
| Competizione      | %Vittorie | In casa | In casa | In casa | In casa | In casa | In casa | In trasferta | In trasferta | In trasferta | In trasferta | In trasferta | In trasferta | Totale | Totale | Totale | Totale | Totale | Totale |
| Competizione      | %Vittorie | G       | V       | N       | P       | Pf      | Ps      | G            | V            | N            | P            | Pf           | Ps           | G      | V      | N      | P      | Pf     | Ps     |
| ----------------- | --------- | ------- | ------- | ------- | ------- | ------- | ------- | ------------ | ------------ | ------------ | ------------ | ------------ | ------------ | ------ | ------ | ------ | ------ | ------ | ------ |
| Stagione regolare | .100      | 5       | 1       | 0       | 4       | 77      | 192     | 5            | 0            | 0            | 5            | 71           | 126          | 10     | 1      | 0      | 9      | 148    | 318    |
| Totale            | .100      | 5       | 1       | 0       | 4       | 77      | 192     | 5            | 0            | 0            | 5            | 71           | 126          | 10     | 1      | 0      | 9      | 148    | 318    |